# Cartel d'Oaxaca
Le cartel d'Oaxaca (en espagnol : Cártel de Oaxaca ou cartel Díaz-Parada ou encore Cártel del Istmo) était l'un des plus petits cartels de la drogue opérant au Mexique, au service du cartel de Tijuana ; il se concentrait sur le trafic de marijuana et de cocaïne, et opérait dans le sud du Mexique, en particulier dans les États d'Oaxaca et du Chiapas.

## Historique
Le cartel était dirigé par les frères Díaz-Parada, Pedro, Eugenio Jesús alias 'Don Chuy' et Domingo Aniceto alias 'Don Cheto'. Pedro Díaz-Parada a d'abord été arrêté par l'armée mexicaine en 1985, puis par des agents de la police fédérale en janvier 2007. Pedro Díaz Parada a été condamné à 33 ans d'emprisonnement en 1985, mais s'est par la suite évadé de prison à deux reprises – une fois en 1987 et une autre en 1992. Le cartel d'Oaxaca se serait associé au cartel de Tijuana en 2003 et des articles de presse indiquent que Díaz Parada était le représentant le plus important du cartel de Tijuana dans le sud-est du Mexique au moment de sa dernière arrestation en janvier 2007.
Pedro Díaz Parada a commencé ses jours dans le monde du trafic de drogue en vendant de la marijuana à San Pedro Totolapa, Oaxaca, dans les années 1970. Il étend son activité au trafic de cocaïne en utilisant des vedettes rapides et des avions légers. Il a été arrêté et condamné en 1985 à 33 ans de prison et détenu à la prison de Santa María Ixcotel, d'où il s'est évadé quelques jours plus tard. En septembre 1987, le juge Villafuerte Gallegos a été assassiné près de son domicile à Cuernavaca, Morelos, où il avait été déplacé afin de le protéger des menaces de Díaz Parada. Díaz a été arrêté une deuxième fois en 1990 et s'est à nouveau évadé en 1992 de la prison « Reclusorio Oriente » à Mexico. Il a été arrêté une troisième fois en janvier 2007. Ses remplaçants possibles pourraient être ses frères Eugenio Jesús Díaz Parada et Domingo Aniceto Díaz Parada.